# جاسم العون
جاسم محمد سعود العون (1946 ، وزير كويتي سابق، ونائب سابق في مجلس الامة الكويتي ، شارك في انتخابات مجلس الأمة الكويتي عام 1985 وفاز بالعضوية عن الدائرة السابعة - كيفان - وحصل علي (601) صوت وحصل علي المركز الأول، كما شارك في انتخابات مجلس الأمة الكويتي عام 1992 وفاز بالعضوية عن الدائرة السابعة - كيفان - وحصل علي (877) صوت وحصل علي المركز الأول.

## السيرة الذاتية
ولد في الكويت في (فريج سعود) عام 1946 وبدا حياته الوظيفية محققاً جنائياً في وزارة الداخلية، ثم انتقل الي وزارة الأوقاف والشؤون الإسلامية، ليعمل بوظيفة نائب مدير إدارة الحج وثم انتقل الي الحياة السياسية ليشارك في انتخابات مجلس الأمة الكويتي عام 1985 وعام 1992 وفاز بالعضوية في المجلسين، وفي أبريل عام 1994 تولى منصب وزير المواصلات، ثم وزارة الكهرباء والماء، ثم وزير دولة لشؤون الإسكان عام 1998 ثم وزارة الشؤون الاجتماعية والعمل.